# Stora Vindåsens naturreservat
Stora Vindåsens naturreservat är ett naturreservat i Haninge kommun i Stockholms län.
Området är naturskyddat sedan 1972 och är 15 hektar stort. Reservatet omfattar södra delen av Stora Vindåsen. Reservatet består av hällmarkstallskog och barrskog. Mitt på ön finns ett kärrområde med al och björk